# Київський картонно-паперовий комбінат
ПрАТ “Київський картонно-паперовий комбінат” – це група компаній. Одне з найбільших представництв целюлозно-паперового бізнесу в Європі, яке провадить наступні види діяльності:
- картонне виробництво з випуску пакувальних крейдованого і некрейдованого картону, тарного картону, включаючи папір для гофрування, загальною потужністю 240 тис.т. картону на рік;
- паперове виробництво з випуску паперу-основи для товарів санітарно-гігієнічного призначення масового споживання, а також готових паперових виробів: рулончиків туалетного паперу, серветок, рушників, загальною потужністю 70 тис.т. паперу-основи на рік;
- завод гофротари. Це сучасне виробництво гофрокартону та упаковки, укомплектоване устаткуванням провідних фірм Європи, загальною потужністю 355млн. м2 гофрокартону на рік.
- заготівля вторсировини для її подальшої переробки.

Ключовим підприємством  групи компаній є Київський картонно-паперовий комбінат, також до складу входять:
- Група заготівельних підприємств, що займаються збором макулатури та вторинної сировини:

- ТОВ «Вторресурси ККПК».
– ТОВ «Вторресурси Захід».
– ТОВ «Вторресурси Схід».
– ТОВ «Дніпровторма».
– ТОВ «ОВЗП Херсонвторресурси».
- ПрАТ «Енергія» – теплопостачальна організація.
- ТОВ «Автоспецтранс-ККПК» – підприємство з надання транспортних послуг.
- ПрАТ «Київський КПК»  є  засновником Благодійного фонду «Картонник».

Бренди: Обухів65, Диво, Диво Premio, Диво Бізнес, Обухівський.

## Керівництво
- Голова правління - Головченко Юрій Ігорович